# Leo Schubert
Leo Schubert (ur. 9 kwietnia 1885 w Městie Albrechticach, zm. 24 marca 1968 w Düsseldorfie) – niemiecki polityk, parlamentarzysta, burmistrz Fulneku i burmistrz Kłodzka.
Po ukończeniu szkoły został urzędnikiem podatkowym w Fulneku. Działał w niemieckich organizacjach. W 1918 zaangażował się w tworzenie niemieckoaustriackiej prowincji Kraj Sudetów. Za tę działalność skierowaną przeciw Czechosłowacji został zwolniony ze służby państwowej. Od tej pory poświęcił się działalności w Niemieckiej Narodowosocjalistycznej Partii Robotników (Deutsche Nationalsozialistische Arbeiterpartei). W 1920 został przez nią wybrany burmistrzem Fulneku. W 1929 został posłem do parlamentu czechosłowackiego. W 1933 Niemiecka Narodowosocjalistyczna Partia Robotników została rozwiązana, a Schubert został uwięziony. Z przerwą przebywał w więzieniu do września 1935.
Po uwolnieniu nielegalnie przedostał się do Niemiec. Szybko otrzymał niemieckie obywatelstwo. Wstąpił do NSDAP, a w 1939 także do SS, gdzie dosłużył się stopnia standartenführera. W 1936 został posłem do Reichstagu i burmistrzem Kłodzka. W 1940 został przeniesiony do Pragi na stanowisko zastępcy namiestnika Czech. W 1942 został zdymisjonowany pod zarzutem przywłaszczenia mienia pożydowskiego. Krótko był prezesem banku, a w 1943 przeszedł na emeryturę.
Po zakończeniu II wojny światowej zamieszkał w Austrii. W 1949 przeniósł się do Niemiec zachodnich. Działał w organizacjach przesiedleńczych.